# Lawrie Sanchez
Lawrie Sanchez är född 22 oktober 1959 i London är en nordirländsk före detta professionell fotbollsspelare och tidigare förbundskapten för Nordirland. Lawries pappa kom från Ecuador och hans mamma från Nordirland. Lawrie valde spel spel för Nordirland, han kunde också välja Ecuador men han tyckte det var för långt. Han gjorde tre landskamper för Nordirland.
Sanchez skrev 1977 på för Reading FC och gjorde 261 matcher för klubben innan han 1984 flyttade till Wimbledon där han gjorde 270 matcher under tio säsonger och blev en av klubbens stora ikoner, bland annat nickade han in Wimbledons 1-0 i FA-Cupfinalen mot Liverpool 1988 vilket också blev segermålet. 
Efter spelarkarriären blev han tränare, först som assisterande i Sligo och Wimbledon innan han år 2000 tog över som förstetränare i Wycombe. År 2004 erbjöds han jobbet som nordirländsk förbundskapten och ledde laget till segrar över bl.a. notabla fotbollsstormakter som England, Spanien och Sverige.
Han tog sedan över Fulham i Premier League inför säsong 07/08, men fick sparken bara åtta månader senare till följd av dåliga resultat.